# Matela (Surkhet)
Matela – gaun wikas samiti w zachodniej części Nepalu w strefie Bheri w dystrykcie Surkhet. Według nepalskiego spisu powszechnego z 2001 roku liczył on 814 gospodarstw domowych i 5163 mieszkańców (2544 kobiet i 2619 mężczyzn).